# Macrolex Blau 3R
Macrolex Blau 3R ist ein Anthrachinonfarbstoff, der ein rotstichiges Blau liefert. Er kann zur Einfärbung von Kunststoffen wie PS, SAN, PMMA, PC, PET und ABS verwendet werden.
Die Verbindung wird durch Umsetzung von Chinizarin und 6-Ethyl-2-toluidin dargestellt.